# Fontanès (Loire)
Pour les articles homonymes, voir Fontanès.
Fontanès [fɔ̃tanɛs] est une commune française située dans le département de la Loire en région Auvergne-Rhône-Alpes.

## Géographie
- 1Carte dynamique
- 2Carte OpenStreetMap
- 3Carte topographique
- 4Carte avec les communes environnantes

La commune est située à environ 18 km de Saint-Étienne et 68 km de Lyon.
La superficie de la commune est de 6,63 km2 ; son altitude varie de 633  à   900 mètres.
| La Gimond   | Chevrières | Grammond               |
| Saint-Héand | Fontanès   | Saint-Christo-en-Jarez |
|             | Sorbiers   |                        |

### Climat
Pour des articles plus généraux, voir Climat d'Auvergne-Rhône-Alpes et Climat de la Loire.
En 2010, le climat de la commune est de type climat des marges montargnardes, selon une étude du Centre national de la recherche scientifique s'appuyant sur une série de données couvrant la période 1971-2000. En 2020, Météo-France publie une typologie des climats de la France métropolitaine dans laquelle la commune est exposée à un climat de montagne ou de marges de montagne et est dans la région climatique Nord-est du Massif Central, caractérisée par une pluviométrie annuelle de 800 à 1 200 mm, bien répartie dans l’année.
Pour la période 1971-2000, la température annuelle moyenne est de 8,7 °C, avec une amplitude thermique annuelle de 16 °C. Le cumul annuel moyen de précipitations est de 914 mm, avec 10,1 jours de précipitations en janvier et 7,7 jours en juillet. Pour la période 1991-2020, la température moyenne annuelle observée sur la station météorologique de Météo-France la plus proche, « Grammond_sapc », sur la commune de Grammond à 2 km à vol d'oiseau, est de 10,2 °C et le cumul annuel moyen de précipitations est de 832,1 mm,. Pour l'avenir, les paramètres climatiques de la commune estimés pour 2050 selon différents scénarios d'émission de gaz à effet de serre sont consultables sur un site dédié publié par Météo-France en novembre 2022.

## Urbanisme

### Typologie
Au 1er janvier 2024, Fontanès est catégorisée commune rurale à habitat dispersé, selon la nouvelle grille communale de densité à sept niveaux définie par l'Insee en 2022.
Elle est située hors unité urbaine. Par ailleurs la commune fait partie de l'aire d'attraction de Saint-Étienne, dont elle est une commune de la couronne,. Cette aire, qui regroupe 105 communes, est catégorisée dans les aires de 200 000 à moins de 700 000 habitants,.

### Occupation des sols
L'occupation des sols de la commune, telle qu'elle ressort de la base de données européenne d’occupation biophysique des sols Corine Land Cover (CLC), est marquée par l'importance des territoires agricoles (78,7 % en 2018), une proportion sensiblement équivalente à celle de 1990 (78,3 %). La répartition détaillée en 2018 est la suivante : 
prairies (47,2 %), zones agricoles hétérogènes (22,7 %), forêts (16,7 %), terres arables (8,8 %), zones urbanisées (4,6 %). L'évolution de l’occupation des sols de la commune et de ses infrastructures peut être observée sur les différentes représentations cartographiques du territoire : la carte de Cassini (XVIIIe siècle), la carte d'état-major (1820-1866) et les cartes ou photos aériennes de l'IGN pour la période actuelle (1950 à aujourd'hui).

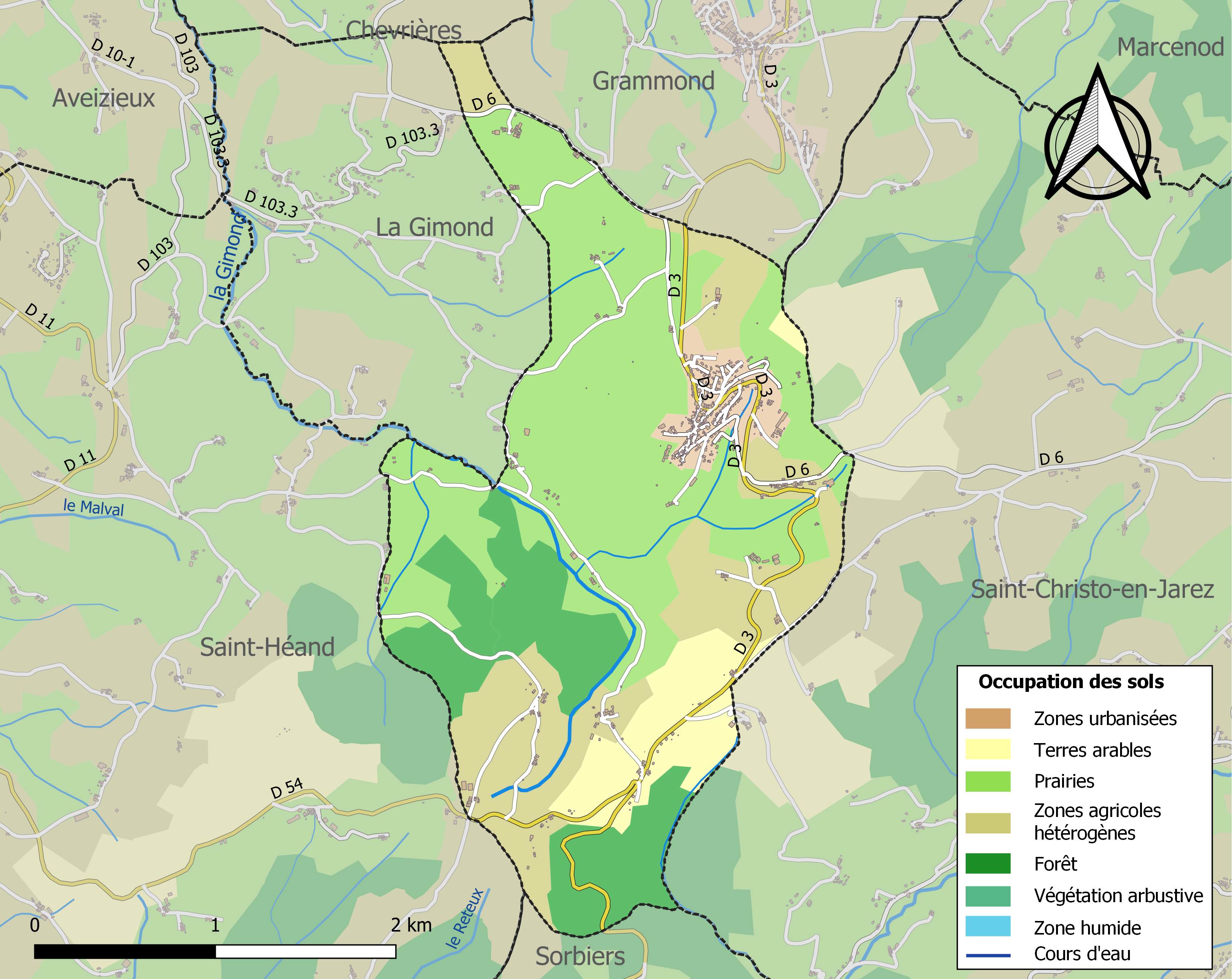
Carte des infrastructures et de l'occupation des sols de la commune en 2018 (CLC).

## Histoire

### Toponymie
Latin fontanesium, 1173.

Bas latin fontana = source, féminin substantivé de l'adjectif classique fontanus = de source, formé sur le latin classique fons, fontis = source, fontaine, et suffixe ensis pour former les adjectifs. Fontanus et fontanesium ont un sens identique qui signifie : de source.
- Importante foire au XIXe siècle.

## Politique et administration
- Avant la Révolution, la paroisse de Fontanès dépendait de Saint-Romain-en-Jarez avec Cellieu, Chagnon, Saint-Christo-en-Jarez et Sorbiers.

| Période                                  | Période   | Identité          | Étiquette | Qualité                                                                              |
| ---------------------------------------- | --------- | ----------------- | --------- | ------------------------------------------------------------------------------------ |
| Les données manquantes sont à compléter. |           |                   |           |                                                                                      |
|                                          |           | Antoine Guicherat |           | Maire et conseiller d'arrondissement. Fait chevalier de la Légion d'honneur en 1868. |
| mars 2001                                | mars 2014 | Paul Guyot        |           | Professeur                                                                           |
| mars 2014                                | En cours  | Michel Gandilhon  |           | NC                                                                                   |

## Démographie
L'évolution du nombre d'habitants est connue à travers les recensements de la population effectués dans la commune depuis 1793. Pour les communes de moins de 10 000 habitants, une enquête de recensement portant sur toute la population est réalisée tous les cinq ans, les populations de référence des années intermédiaires étant quant à elles estimées par interpolation ou extrapolation. Pour la commune, le premier recensement exhaustif entrant dans le cadre du nouveau dispositif a été réalisé en 2005.

En 2022, la commune comptait 686 habitants, en évolution de +2,08 % par rapport à 2016 (Loire : +1,32 %, France hors Mayotte : +2,11 %).
| 1793 | 1800 | 1806 | 1821 | 1831 | 1836 | 1841 | 1846 | 1851 |
| ---- | ---- | ---- | ---- | ---- | ---- | ---- | ---- | ---- |
| 220  | 306  | 340  | 390  | 400  | 413  | 394  | 423  | 447  |

| 1856 | 1861 | 1866 | 1872 | 1876 | 1881 | 1886 | 1891 | 1896 |
| ---- | ---- | ---- | ---- | ---- | ---- | ---- | ---- | ---- |
| 468  | 478  | 487  | 476  | 450  | 431  | 444  | 440  | 437  |

| 1901 | 1906 | 1911 | 1921 | 1926 | 1931 | 1936 | 1946 | 1954 |
| ---- | ---- | ---- | ---- | ---- | ---- | ---- | ---- | ---- |
| 405  | 501  | 485  | 436  | 459  | 493  | 459  | 463  | 485  |

| 1962 | 1968 | 1975 | 1982 | 1990 | 1999 | 2005 | 2006 | 2010 |
| ---- | ---- | ---- | ---- | ---- | ---- | ---- | ---- | ---- |
| 473  | 449  | 423  | 461  | 525  | 576  | 607  | 611  | 652  |

| 2015 | 2020 | 2022 | - | - | - | - | - | - |
| ---- | ---- | ---- | - | - | - | - | - | - |
| 673  | 683  | 686  | - | - | - | - | - | - |

## Lieux et monuments
Le château

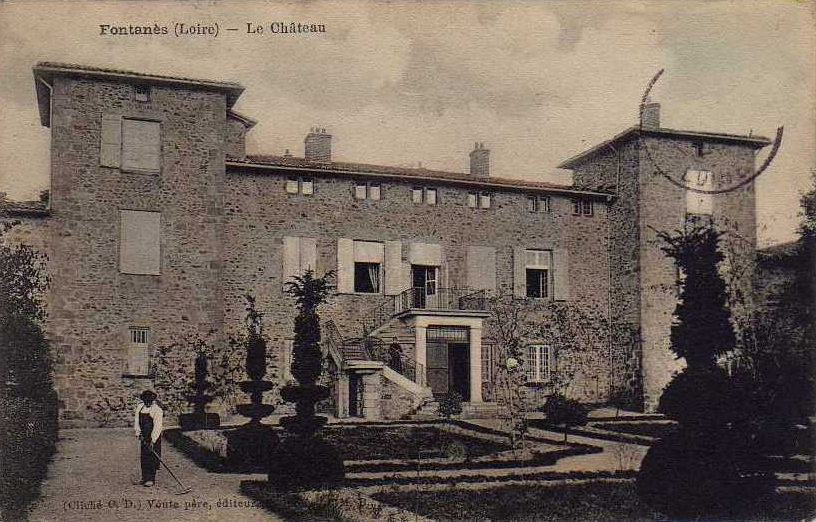
Château de Fontanes.

- Le château est attestée depuis 1090 par la présence des chevaliers du château. Le suzerain en était l'archevêque de Lyon, possesseur de tout le Jarez.
- En 1173, Louis VII mit Fontanès sous la suzeraineté du comte, avec Saint-Héand, La Fouillouse et La Tour-en-Jarez.
- Les Saint-Priest conservèrent le titre de seigneurs de Fontanès sous les Bourbons auxquels ils ne pouvaient faire ombrage.
- Église Saint-Pierre-et-Saint-Paul de Fontanès.

## Personnalités liées à la commune
- Jean-Baptiste Point (1809-1854), homme politique, avocat, juge, né à Fontanès.